# Абдул Фрашъри
Абдул Халид бей Фрашъри (на албански: Abdyl Halid bej Frashëri) е албански общественик, една от основните фигури на албанското национално възраждане, заедно с братята си Сами и Наим Фрашъри.

## Биография
Абдул Фрашъри е роден на 1 юни 1839 година в село Фрашър, като най-голям син на разорен бей бекташ. След смъртта на родителите си става чиновник в Янина, където учи при Хасан Тахсини.
През 1877 година Абдул Фрашъри е избран за депутат в първия османски парламент. През същата година, заедно с брат си Сами, е сред учредителите на Централния комитет за защита на албанските права. Малко по-късно става един от водачите на Призренската лига. При нейния разгром от османските власти през 1881 година е осъден на смърт, но присъдата му е намалена. През 1886 година е освободен от затвора, но е интерниран в Цариград и му е забранено да се занимава с обществена дейност.
Абдул Фрашъри умира в Цариград на 23 октомври 1892 година.